# Baltic Cup 1998
Der Baltic Cup 1998 war die 38. Austragung des Turniers der baltischen Länder, dem Baltic Cup. Das Turnier für Fußballnationalteams fand zwischen dem 21. April und 28. Juni 1998 in Lettland und Estland statt. Ausgetragen wurden die Spiele im Daugava-Stadion in Liepāja sowie im Valga linnastaadion in Valga und Viljandi linnastaadion in Viljandi. Die Litauische Fußballnationalmannschaft gewann den 15. Titel.

## Gesamtübersicht
Tabelle nach Drei-Punkte-Regel.
| Pl. | Verein   | Sp. | S | U | N | Tore    | Diff. | Punkte |
| --- | -------- | --- | - | - | - | ------- | ----- | ------ |
| 1.  | Litauen  | 2   | 1 | 1 | 0 | 002:100 | +1    | 04     |
| 2.  | Lettland | 2   | 1 | 0 | 1 | 003:200 | +1    | 03     |
| 3.  | Estland  | 2   | 0 | 1 | 1 | 000:200 | −2    | 01     |

|                           |   |          |     |
| 21. April 1998 in Liepāja |   |          |     |
| Lettland                  | – | Litauen  | 1:2 |
| 25. Juni 1998 in Valga    |   |          |     |
| Estland                   | – | Lettland | 0:2 |
| 28. Juni 1998 in Viljandi |   |          |     |
| Estland                   | – | Litauen  | 0:0 |

## Lettland gegen Litauen
| Lettland                                    | Lettland | Litauen | Litauen |
| ------------------------------------------- | --- | --- | ------- |
| Lettland                                    | \| 21. April 1998 in Liepāja (Daugava-Stadion) \| \| Ergebnis: 1:2 (0:1) \| \| Zuschauer: 2.500 \| \| Schiedsrichter: Sten Kaldma ( Estland) \| \| Spielbericht \| | \| 21. April 1998 in Liepāja (Daugava-Stadion) \| \| Ergebnis: 1:2 (0:1) \| \| Zuschauer: 2.500 \| \| Schiedsrichter: Sten Kaldma ( Estland) \| \| Spielbericht \| | Litauen |
| Lettland                                    | Andrejs Piedels, Igors Stepanovs, Artūrs Zakreševskis, Juris Laizāns (67. Aleksandrs Isakovs), Valentīns Lobaņovs, Viktors Lukaševičs, Aleksandrs Lobaņovs, Nikolajs Poļakovs (57. Vitālijs Astafjevs), Marians Pahars, Juris Karašausks (55. Igors Sļesarčuks), Vladimirs Babičevs Cheftrainer: Rewas Dsodsuaschwili ( Georgien) | Gintaras Staučė , Tomas Žiukas, Andrius Skerla (74. Tadas Gražiūnas), Naglis Miknevičius, Dainius Gleveckas, Deividas Šemberas (74. Žydrūnas Grudzinskas), Orestas Buitkus (57. Vytautas Karvelis), Aidas Preikšaitis (80. Igoris Steško), Rimantas Žvingilas, Aurelijus Skarbalius (64. Irmantas Stumbrys), Igoris Kirilovas Cheftrainer: Kęstutis Latoža | Litauen |
| Lettland                                    | 1:2 Sļesarčuks (85.) | 0:1 Stepanovs (20., Eigentor) 0:2 Stumbrys (71.) | Litauen |
| Lettland                                    | Pahars (22.), A. Lobaņovs (41.) | | Litauen |
| 21. April 1998 in Liepāja (Daugava-Stadion) | | |         |
| Ergebnis: 1:2 (0:1)                         | | |         |
| Zuschauer: 2.500                            | | |         |
| Schiedsrichter: Sten Kaldma ( Estland)      | | |         |
| Spielbericht                                | | |         |

## Estland gegen Lettland
| Estland                                       | Estland | Lettland | Lettland |
| --------------------------------------------- | --- | --- | -------- |
| Estland                                       | \| 25. Juni 1998 in Valga (Valga Linnastaadion) \| \| Ergebnis: 0:1 (0:2) \| \| Zuschauer: 300 \| \| Schiedsrichter: Algirdas Dubinskas ( Litauen) \| \| Spielbericht \|                                                             | \| 25. Juni 1998 in Valga (Valga Linnastaadion) \| \| Ergebnis: 0:1 (0:2) \| \| Zuschauer: 300 \| \| Schiedsrichter: Algirdas Dubinskas ( Litauen) \| \| Spielbericht \| | Lettland |
| Estland                                       | Toomas Tohver, Urmas Kirs, Raivo Nõmmik, Marek Lemsalu, Janek Meet, Martin Reim, Kristen Viikmäe, Sergei Terehhov, Maksim Smirnov (69. Ivan O’Konnel-Bronin), Indrek Zelinski, Marko Kristal Cheftrainer: Teitur Þórðarson ( Island) | Oļegs Karavajevs, Viktors Lukaševičs, Artūrs Zakreševskis, Juris Laizāns, Valentīns Lobaņovs, Aleksejs Šarando, Andrejs Štolcers (71. Imants Bleidelis), Vitālijs Astafjevs, Marians Pahars (69. Nikolajs Poļakovs), Vladimirs Babičevs, Vīts Rimkus (38. Dzintars Sproģis) Cheftrainer: Rewas Dsodsuaschwili ( Georgien) | Lettland |
| Estland                                       | 0:1 Pahars (19.) 0:2 Babičevs (87.) | | Lettland |
| Estland                                       | Babičevs (?.) | | Lettland |
| 25. Juni 1998 in Valga (Valga Linnastaadion)  | | |          |
| Ergebnis: 0:1 (0:2)                           | | |          |
| Zuschauer: 300                                | | |          |
| Schiedsrichter: Algirdas Dubinskas ( Litauen) | | |          |
| Spielbericht                                  | | |          |

## Estland gegen Litauen
| Estland                                            | Estland | Litauen | Litauen |
| -------------------------------------------------- | --- | --- | ------- |
| Estland                                            | \| 28. Juni 1998 in Viljandi (Viljandi linnastaadion) \| \| Ergebnis: 0:0 \| \| Zuschauer: 450 \| \| Schiedsrichter: Romāns Lajuks ( Lettland) \| \| Spielbericht \| | \| 28. Juni 1998 in Viljandi (Viljandi linnastaadion) \| \| Ergebnis: 0:0 \| \| Zuschauer: 450 \| \| Schiedsrichter: Romāns Lajuks ( Lettland) \| \| Spielbericht \| | Litauen |
| Estland                                            | Toomas Tohver, Erko Saviauk, Sergei Hohlov-Simson, Marek Lemsalu, Janek Meet, Marko Kristal, Martin Reim, Maksim Smirnov (78. Meelis Rooba), Sergei Terehhov (73. Andres Oper), Kristen Viikmäe, Indrek Zelinski (46. Aivar Anniste) Cheftrainer: Teitur Þórðarson ( Island) | Pavelas Leusas, Marius Skinderis, Dainius Gleveckas, Tomas Žvirgždauskas, Andrius Tereškinas, Darius Žutautas, Žydrūnas Grudzinskas, Tomas Ražanauskas (53. Igoris Kirilovas), Aidas Preikšaitis (85. Irmantas Stumbrys), Igoris Morinas, Gražvydas Mikulėnas Cheftrainer: Kęstutis Latoža | Litauen |
| Estland                                            | Oper (?.) | Žvirgždauskas (?.), Ražanauskas (?.), Preikšaitis (?.) | Litauen |
| Estland                                            | Mikulėnas (65.) | | Litauen |
| 28. Juni 1998 in Viljandi (Viljandi linnastaadion) | | |         |
| Ergebnis: 0:0                                      | | |         |
| Zuschauer: 450                                     | | |         |
| Schiedsrichter: Romāns Lajuks ( Lettland)          | | |         |
| Spielbericht                                       | | |         |